# Кадыров, Хаким
Хаким Кадыров — советский хозяйственный, государственный и политический деятель, Герой Социалистического Труда.

## Биография
Родился в 1907 году в нынешнем Букинском районе. Член КПСС с 1941 года.
С 1931 года — на хозяйственной, общественной и политической работе. В 1931—1956 гг. — колхозник колхоза имени Тельмана, звеньевой колхоза имени Тельмана Пскентского района, участник Великой Отечественной войны, бригадир, начальник участка, бригадир полеводческой бригады колхоза имени Калинина Пскентского района Ташкентской области.
Указом Президиума Верховного Совета СССР от 11 января 1957 года присвоено звание Героя Социалистического Труда с вручением ордена Ленина и золотой медали «Серп и Молот».
Избирался депутатом Верховного Совета Узбекской ССР 6-го созыва.
Умер до 1985 года.